# Пинес, Лев Яковлевич
Лев Яковлевич Пинес (нем. J. L. Pines — Юда-Лейб Пинес; 25 октября 1895, Бобруйск, Минская губерния — 22 июля 1951, Ленинград) — советский нейроморфолог (нейроанатом и гистолог) и невропатолог. Доктор медицинских наук (1935), профессор (1932), заслуженный деятель науки РСФСР (1949).

## Биография
Родился 12 (25) октября 1895 года в Бобруйске. Медицинское образование получил в Швейцарии (1914—1918). С 1918 года научный сотрудник Цюрихского института мозга, занимался научной работой под руководством К. фон Монакова. В 1921 году принят научным сотрудником на кафедру гистологии Петроградского университета, затем сотрудник Государственного института мозга, где в 1925—1950 годах заведовал отделом морфологии.
В 1933 году основал и возглавил лабораторию архитектоники коры головного мозга отдела морфологии Всесоюзный институт экспериментальной медицины (ВИЭМ), а после формирования под руководством И. П. Павлова Государственного института физиологии АН СССР (с 1936 года имени И. П. Павлова) возглавил его гистологическую лабораторию (1936—1950) и был заместителем директора института по научной части.
С 1923 года одновременно преподавал на кафедре нервных болезней Государственного института медицинских знаний и в 1931—1951 годах руководил неврологической клиникой Психоневрологического института в Ленинграде. Во время Великой Отечественной войны — подполковник медицинской службы, награждён медалями «За оборону Ленинграда» и «За победу над Германией в Великой Отечественной войне 1941—1945 гг.».
Научные труды в области морфологии и физиологии нервной системы, иннервации эндокринных желёз, локализации вегетативных центров в спинном и головном мозге, локализации функций головного мозга, морфологии, физиологии и патологии гипоталамуса, промежуточного мозга и гипофиза. Предложил концепцию о путях корковой регуляции функций внутренних органов. Внёс значительный вклад в изучение сосудистой патологии головного мозга. В 1926 году описал гипофизарный пучок нервных волокон, соединяющих надзрительное и околожелудочковое ядра гипоталамуса с задней долей гипофиза, названный его именем (гипофизарный пучок Пинеса). Автор «Краткого курса лекций по вегетативным центрам» (1940).
Похоронен на Преображенском еврейском кладбище.

## Семья
- Родители — Яков Невахович Пинес и Ципа Лейбовна (Израилевна) Мительман (?—1936)[15].
- Сестра — Софья Яковлевна Журкова (1908—?), была замужем за физиком С. Н. Журковым.
- Жена — Регина Михайловна Майман (1902—1977), невропатолог, научный сотрудник Физиологического института АН СССР, соавтор мужа[16][17][18]. Сын — Юрий (1929—1977).

## Публикации
- Пинес Л. Я. Диагностика ранений периферических нервов (трудности и ошибки) / Л. Я. Пинес. — Л.: Медгиз, 1946.
- Эмбриональное развитие гипоталамической области у человека. Онтогенез мозга: труды отдела морфологии. Под редакцией Л. Я. Пинеса. Л., 1949.